# Chili op de Olympische Jeugdwinterspelen 2012
Chili was een van de landen die deelnam aan de Olympische Jeugdwinterspelen 2012 in Innsbruck, Oostenrijk.

## Deelnemers en resultaten
(m) = mannen, (v) = vrouwen 

### Alpineskiën
| Olympiër             | Onderdeel           | Resultaat | Prestatie                        |
| -------------------- | ------------------- | --------- | -------------------------------- |
| Sebastian Echeverria | super g (m)         | 21        | 1.07,59 (+3,14)                  |
| Sebastian Echeverria | supercombinatie (m) | 21e       | 1.46,73 (+6,28) (1.06,61, 40,12) |
| Sebastian Echeverria | reuzenslalom (m)    | -         | - (-) (58,13, DNF)               |
| Sebastian Echeverria | slalom (m)          | -         | - (-) (43,52, DNF)               |
|                      |                     |           |                                  |
| Macarena Montesinos  | reuzenslalom (v)    | -         | - (-) (1.03,67, DNF)             |
| Macarena Montesinos  | slalom (v)          | -         | - (-) (DNF, -)                   |

### Freestyleskiën
| Olympiër                 | Onderdeel     | Resultaat | Prestatie |
| ------------------------ | ------------- | --------- | --------- |
| Juan Pablo Casas-Cordero | ski-cross (m) | 13e       | 59,46     |
|                          |               |           |           |
| Elisa Guerrero           | ski-cross (v) | 11e       | 1.03,72   |

### Snowboarden
| Olympiër                | Onderdeel      | Resultaat | Prestatie                              |
| ----------------------- | -------------- | --------- | -------------------------------------- |
| Andre Christian Escobar | slopestyle (m) | 9e        | Finale: 9e (60.00) Serie: 8e (66.75) Q |